# Brede Skorve
Brede Skorve (14 novembre 1973) è un ex calciatore norvegese, di ruolo difensore.

## Carriera

### Club
Skorve cominciò la carriera con la maglia del Sogndal. Esordì nella Tippeligaen in data 8 giugno 1992, schierato titolare nella sconfitta per 5-0 sul campo del Kongsvinger. Rimase in squadra fino al 1995.

### Nazionale
Partecipò al campionato mondiale Under-20 1993 con la Nazionale di categoria.